# Bernd Hollerbach
Bernd Hollerbach (Würzburg, 8 dicembre 1969) è un allenatore di calcio ed ex calciatore tedesco, di ruolo difensore.

## Carriera
Hollerbach inizia la sua carriera nel ASV Rimpar. Nel 1988 ha giocato per i Würzburger Kickers, con cui è riuscito a salire nella Bayernliga nel 1990. Dopo due anni di buone prestazioni si trasferisce nella pausa invernale al FC St. Pauli in Bundesliga. Non può evitare la retrocessione e in seguito gioca quattro anni nella 2. Bundesliga. Nella stagione 1994/95 ottiene con l'FC St. Pauli la promozione in Bundesliga, ma si trasferisce al Kaiserslautern. Rimase lì solo per un anno e mezzo e poi si trasferì all'Amburgo. Con l'HSV ha giocato fino al 2004 in Bundesliga e ha vinto la Coppa di Lega del 2003.
Hollerbach era un terzino sinistro dai duri contrasti, che ha riportato in quasi ogni stagione più di dieci cartellini gialli. In totale ha ricevuto 98 gialli e tre cartellini rossi nel periodo della Bundesliga. Solo Stefan Effenberg ha ricevuto più provvedimenti, ma con molte più partite.
Dopo otto anni all'HSV l'arcigno ed esperto Hollerbach inizia la carriera come tecnico nel VfL 93 Hamburg. Il 1º luglio 2006 è diventato allenatore del VfB Lübeck nella Regionalliga Nord. Dopo due sconfitte di fila, che ridimensionano le più grandi ambizioni di promozione degli abitanti della città, viene licenziato il 28 febbraio del 2007. Nel giugno 2007, viene assunto dal club tedesco di prima divisione del Wolfsburg come assistente allenatore al fianco di Felix Magath. Nel luglio 2008, ha anche allenato la seconda squadra nella Regionalliga Nord. Successivamente la guida della seconda squadra viene affidata a Lorenz-Günther Köstner. Alla fine della stagione 2008/09 Hollerbach resta come assistente-allenatore del VfL Wolfsburg.
Nel 2009/10 Hollerbach segue Felix Magath come assistente allenatore al Schalke 04, dove ha lavorato fino al marzo 2011. Il licenziamento di Felix Magath in data 16 marzo 2011 ha liberato Hollerbach il giorno dopo insieme al suo compagno assistente allenatore Werner Leuthard dal suo contratto con l'FC Schalke 04, per poi tornare in data 18 marzo 2011 con Felix Magath e Werner Leuthard al Wolfsburg. il 25 Ottobre 2012, Hollersbach, dopo il licenziamento di Magath, il club acconsente alla richiesta di rescissione.
Dalla stagione 2014-2015, Bernd Hollerbach diventa allenatore nella sua città natale nel club Würzburger Kickers. Il 31 maggio 2015, porta la sua squadra in 3. Liga. Appena un anno dopo, il 24 maggio 2016 Hollersbach ha ottenuto col club una nuova promozione, battendo il Duisburg nel play-off promozione e portando la squadra in 2.Bundesliga.

## Palmarès

### Giocatore

#### Competizioni nazionali
- Coppa di Germania: 1

Kaiserslautern: 1995-1996